# Скъпи Джон
Фразата „Скъпи Джон“ се отнася за писмо, написано от жена до своя съпруг или любовник, за да го информира, че тяхната връзка е приключила, най-често заради друг мъж.

## Произход
Въпреки че точният произход на фразата е неясен, смята се, че е създаден от американците по време на Втората световна война. По това време голям брой американски войници са разположени извън пределите на САЩ за много месеци или години и с времето много от техните съпруги или любовници решават да започнат нова връзка, вместо да чакат любимия да се върне.